# Laurent Pionnier
Laurent Pionnier (Bagnols-sur-Cèze, 24 maggio 1982) è un ex calciatore francese, di ruolo portiere.

## Palmarès

### Club

#### Competizioni nazionali
- Campionato francese: 1

Montpellier: 2011-2012